# 722

## Догађаји
- Википедија:Непознат датум — Битка код Ковадонге. Визиготски племић Пелагијус (Дон Пелајо) побеђује снаге Омајада под Мунузом, гувернером провинције Астурије, код Пикос де Европе (близу Ковадонге). Ово означава почетак Реконквисте, хришћанског поновног освајања Иберијског полуострва. Он оснива Краљевину Астурију и успоставља војну базу у Кангас де Онису.
- Краљ Ине од Весекса покушава да преузме Думнонију, али његове војске су сломљене и он је приморан да се повуче. Краљица Етхелбург, жена Ине, уништава краљевски замак Таунтон, како би спречила његово заузимање од стране побуњеника под Еалдбертом.
- Битка код Алена се води близу брда Ален (Ирска) између Лаигина, предвођених краљем Мурцхадом Маком Браин Мутом, и снага Фергал мак Маеле Дуина.
- Битка код Хехила: Западни Саси су поражени од комбиноване војске Викинга и Корниша, код Корновија у Корнволу.
- 3. јануар – Краљ Кʼиницх Ахкал Моʼ Нахб III преузима трон града-државе Маја Паленке (јужни Мексико).
- 30. новембар – Бонифације, рођен у Весексу, рукоположен је за епископа Немачке од стране папе Гргура II. Под заштитом Карла Мартела (градоначелника палате) концентрише свој верски рад у Хесији и Тирингији.
- Цар Лав III наређује крштење свих Јевреја и Монтаниста у Византијском царству.